# Лоґан Мартін (велогонщик BMX)
Лоґан Мартін (англ. Logan Martin, нар. 22 листопада 1993) — австралійський велогонщик, олімпійський чемпіон 2020 року. 

## Виступи на Олімпіадах
| Олімпіада  | Дисципліна   | Місце |
| ---------- | ------------ | ----- |
| Токіо 2020 | BMX-фрістайл | 1     |